# Sidi Boaal
Sidi Boaal (franska: Sidi Boaal (CR), Sidi Boaal (Commune Rurale), arabiska: والقاضي) är en kommun i Marocko.   Den ligger i provinsen Taroudannt och regionen Souss-Massa, i den centrala delen av landet, 500 km söder om huvudstaden Rabat. Antalet invånare är 4 042.